# 아마미 츠바사
아마미 츠바사(일본어: 天海つばさ 아마미 쓰바사[*], 1988년 3월 8일 ~ )는 일본의 성인 비디오 여배우이다. 귀여운 외모를 가지고 있으며 이목구비가 뚜렷하다. 허스키한 보이스로 인해 호불호가 좀 갈리는 편이다. 귀여운 얼굴에 몸매는 글래머러스 하며, 큰가슴을 가져 인기를 끌었다. 2009년 10월 1일, 아이디어 포켓과 전속 계약을 맺고 《FIRST IMPRESSION 44》에 출연하면서 성인 비디오 산업에 데뷔하였으며, 데뷔 7주년인 2017년 4월 현재 아이디어 포켓, ATTACKERS에 출연해 98편(베스트 모음집, 영상물 제외)의 작품을 촬영했다.

## 생애와 경력
어렸을때의 성격은 어두웠다고 한다. 그러나 고등학교 입학하고 나서 아르바이트를 시작한 후로는 현재의 성격이 되었다고 하며. 고등학교때 한 아르바이트는 세탁소 알바 외에 TV포인터 설치등. 여러가지가 있었던듯 하다. 아르바이트를 한 이유는 단순히 돈이 필요해서가 아니었다고. 아르바이트를 하면서 느낀 감정은 사회인이 된듯한 느낌과 , 일을하면서 학교를 다니니까 대학생이 된거같은 느낌이었다고. 데뷔 전에는 가부키쵸에 있는 캬바레에서 일을 했었다고 한다. 일을 하게 된 계기는 스카우트. 이후에 면접을 보러 갔었는데 아무래도 캬바레에 대해서 잘 몰랐던 만큼 '여기서 일하겠습니다!'라고 했다고한다. 처음에는 2주만 해보자고 생각을 했었다고 한다. 이유는 무서운것도 있고 어떤일인지 몰랐었으니까. 그러다가 2달째에 접어들 때, 좋아하는 남자가 생겨서 그만두겠다고 말하고 그만두었다고. 그후 AV계에 입문했다고 한다.
애완동물을 상당히 좋아하는 것 같다. 어렸을때부터 개를 매우 좋아했다고. 실제로 히로시마의 본가에는 약 15마리의 개를 키우고있다고. 혼자 살면서 애완견 한마리를 키우고 있으며 암컷이다. 이름은 푸라고 한다.
좋아하는 색깔은 핑크색이고. 운전면허도 보유하고 있다.
요리또한 준수한 실력을 가지고 있다고 알려져 있는데 , 이는 AV 배우로 데뷔하고 상경하고 나서 절약을 하려고 시작했던게 계기라고한다. 자신있는 요리는 할머니가 자주 만들어줬던 오므라이스라고 한다.
2013년에 자신의 블로그에서 "만약 결혼을 하고 아이를 가졌을 때, 아이가 자신이 AV 여배우인것을 알면, 엄마에게 기대야 하는 아이가 되려 환멸을 느끼지는 않을까?"라며 데뷔를 후회하는듯한 느낌의 글을 올렸던 적이 있다.
데뷔는 2009년 10월 1일 아이디어 포켓에서 이뤄졌으며, 데뷔 작품의 이름은 《FIRST IMPRESSION 44》였다. 이 작품은 우사미 타다노리가 감독했으며, 처음으로 상대한 남자 배우는 시미즈 켄이었다. 첫 출연의 감상을 묻는 말에는 다음과 같이 이야기했다.
너무 긴장해서 심장이 입 밖으로 튀어나오는 줄 알았어요. 남자 배우분이... 엄청났어요.— 아마미 츠바사

데뷔한 후로 특별한 경우가 아니면 달마다 한 작품씩 출연하고 있으며, 작품의 발매 일자 역시 규칙적으로 매 달 1일에 출시되었다.
2010년 3월 6일 탄생한, 유명 AV 여배우로 구성된 걸 그룹 BRW108의 멤버이기도 하며, 이 그룹에서 같은해 12월 3일에 오하시 미쿠와 함께 출연한 《온천 기행 아타미 편 : 오하시 미쿠 & 아마미 츠바사》가 발매되었다. 2011년에 BRW108의 유닛 그룹인 VITCH VITCH가 결성되어 활동하였으며, 이 유닛은 2011년 11월 23일 《Brave In Your Heart : 사랑의 힘 / 홀딱 벗☆고! 섬머》라는 이름의 데뷔 앨범을 냈다.
2011년 3월 7일, 스카이 퍼펙트TV!가 주최하는 스카파! 성인방송대상에서 아사히 예능상을 수상했다.
2017년 1월 AV관련 인터넷 매체 인터뷰에서 그동안의 작품에 대한 질문에 가장 즐겁게 촬영한 작품은 "나와 츠바사와 코코미의 달콤한 동거생활"(2012년/품번 IPTD-927)라이고 했으며, 가장 힘들었던 작품은 "집단 강간을 당해버린 아마미 츠바사 충격! 경악! 깜짝 놀라는 충격의 작품 공개!"(2015년/품번 IPZ-563)였으며, 카메라를 멈추지 않고 2시간 정도 연속촬영 후 온몸이 상처투성이였다고 한다. 인터뷰중 이제는 촬영도 지루하고, 정자냄새도 싫다고 솔직하게 말했다. 소속사를 옮기지 않고 아이디어포켓 한곳에서 7년 동안 AV배우 활동을 하리라고는 본인도 전혀 예상하지 못했다고 한다.

## 출판 정보

### 사진집
- 《TSUBASA》 2009년 9월 12일, 후타바샤 (촬영 : 노자와 히로노부) ISBN 9784575301601
- 《달콤한 꿀》(甘蜜) 2013년 6월 25일, 사이분칸슛판 (촬영 : 나카무라 미츠히로) ISBN 9784775605394

### 인터넷 화보
- 《마이 달링》(マイダーリン) 2010년 1월 15일, XCITY (촬영 : 마키하라 스스무)
- 《THE☆아마미》(THE☆天使) 2010년 11월 15일, XCITY (촬영 : 마키하라 스스무)

## 출연 정보

### TV
- 비너스 퓨처 #85 (ヴィーナス・フューチャー) 2010년, 스카파!·엔터!371
- 오네다리 마스캇토DX!(おねだりマスカットDX!) 2011년 4월 6일 ~ 2011년 5월 경, TV 도쿄
- 익명탐정 (匿名探偵) 2012년 10월, TV 아사히, 에리카 役

## 같이 보기
- BRW108
- 성인 비디오 / 여배우
- 스카파! 성인방송대상
- 아이디어 포켓
- 에비스 마스캇츠